# AC4400CW型柴油机车
AC4400CW型柴油机车是美国通用电气公司设计生产的一种大功率干线货运柴油机车，于1993年至2004年间为北美洲市场制造了超过2500台。AC4400CW型机车类似上一代“Dash 9”系列C44-9W型柴油机车，同样为4400马力（3300千瓦）等级，但传动系统改用交—直—交流电传动，并为每台牵引电动机提供独立的牵引变流器。为了满足美国联邦政府于2005年开始实行的收紧机车废气排放政策，通用电气公司在AC4400CW型的基础上研制了ES44AC型低排放柴油机车，作为替代产品。
AC4400CW型机车采用FDL系列16气缸大功率柴油机、交流电传动、微机控制，同时提供了装用径向转向架的选项。CSX运输公司并大功率大批额外增加重量的AC4400CW型机车，以提高轴重的方式来提升机车牵引力，并于2006年至2007年相应修改了控制软件，CSX公司将这批特殊的AC4400CW型机车定型为CW44AH型，与原来的CW44AC区别。
2005年因美国环保局EPA二级排放标准，GE研制出了ES44AC型机车，采用了最新研制的GEVO柴油机，联合太平洋公司命名为C45AC，同样GE也推出了H版本，UP命名C45AH（CSX归类为ES44AH）。
2015年EPA又出台了四级排放法，GE也率先推出了ET44AC和ET44AH型柴油机车，以满足排放标准。2012年它的最早实验型采用了尿素来减少氮排放量，之后研制出了更高效的冷却装置与过滤系统，用来降低废气排放，便不在使用尿素。
这种H型机车重量达到了432000磅，而原型为415000磅，启动牵引力提高到惊人的220000磅，持续牵引力提高到180000-190000磅（对比ES44AC的183000磅和166000磅），超越了它的对手SD70AH（SD70ACE-T4），这得益于它的轴重和最新的粘着力控制软件，GE凭借着先进的技术和优秀的机车至今仍然领先于EMD。

## 主要用户
| 铁路公司                   | 数量 | 备注                       |
| -------------------------- | ---- | -------------------------- |
| BNSF铁路公司               | 121  |                            |
| 加拿大太平洋铁路公司       | 447  |                            |
| 卡地亚铁路                 | 17   |                            |
| CSX运输公司                | 615  | 公司内部型号CW44AC、CW44AH |
| 墨西哥铁路（Ferromex）     | 75   |                            |
| 墨西哥南方铁路（Ferrosur） | 38   |                            |
| 堪萨斯城南铁路             | 175  |                            |
| 魁北克北海岸及拉布拉多铁路 | 12   | 编号415 to 426             |
| 联合太平洋铁路             | 1338 |                            |

## 参看
- SD70型柴油机车